# Ошава
Ошава (англ. Oshawa) — місто в провінції Онтаріо у Канаді, назва якого мовою індіянського племені оджибвеїв означає: «перехід на другий бік річки чи озера».

## Короткі відомості
Ошава розташована приблизно 60 км на схід від міста Торонто. Місто — частина промислового району, прозваного «Золотою підковою» (англ. Golden Horseshoe).
У Ошаві — автозавод Дженерал-Моторс Канада (англ. General Motors Canada), заснований 1876 році під назвою «Мак-Лафлін Керрідж Компані» (англ. McLaughlin Carriage Company).
З 1904 року в місті діє парафія Святого великомученика Юрія Переможця УГКЦ.

## Відомі люди

### Українці
- Михайло Стар-Старчевський — мер міста у 1949-52 роках
- Василь Вецал — майстер та конструктор бандури, народився тут.

### Канадці
- Росс Лоу — канадський хокеїст.
- Арні Браун — канадський хокеїст.
- Дейл Дегрей — канадський хокеїст.
- Ларрі Гопкінс — канадський хокеїст.